# Мартин Стрел
Мартин Стрел (рођен 1. октобра 1954.) је словеначки пливач на даљину. Један је од најиздржљивијих у том спорту, најпознатији по томе што је препливао више највећих светских река. Носилац је четири узастопна Гинисова рекорда додељена за препливане реке: Дунав, Мисисипи, Јангцекјанг и Амазон. Његов мото је "пливање за мир, пријатељство и чисте воде." 

## Пливачка каријера
Рођен је у месту Мокроног, у СР Словенији у тадашњој СФРЈ. 
Прве две реке које је препливао су Крка (105 км) за 28 сати, 1992. године, и пограничну реку Купу (62 км) за 16 сати 1993. године. Светски рекорд за најдужу препливану реку је поставиио 2000. године препливавши Дунав (2860 км) за 58 дана. У јулу 2001. је поставио светски рекорд у најдужем непрекидном пливању од 84 сата и 10 минута пливавши у Дунаву 504,5 km, притом је смршао 18 килограма.
Препливао је целу дужину реке Мисисипи (3885 км) 2002. године за 68 дана. Аргентинску реку Парану (3998 км) је препливао 2003. године. Маратонско пливање најдужом реком Кине и Азије а трећом најдужом светском, реком Јангцекјанг (4003 км), је почео 10. јуна 2004. Стигао је до Шангаја у року од 40 дана, 30. јула 2004., дан пре планираног. Том приликом је пливао поред плутајућих људских лешева које су приметили и снимили чланови његове екипе.
Најопаснију светску реку, Амазон, почео је да савладава 1. фебруара 2007. године. Успео је да је преплива 66 дана касније, 7. априла 2007. Овим подухватом је поставио још један светски рекорд препливавши 5268 км, бројка већа од ширине атлантског океана. Док је пливао, уз њега су паралелно пловили бродови са спремљеним мамцем за пиране у облику крви и животињских изнутрица, у циљу одвраћања пирана.
Река која му је након тога предложена као следећа коју би могао да преплива је била Нил, али је Мартин то одбио уз коментар: „Нећу ићи на реку Нил. Она је дугачка али није пуно изазовна, то је само мали поток. Амазон је много моћнији.”
Имао је намеру да плива у језеру Аренал 29. септембра 2010. као део програма филмског фестивала посвећеног заштити животне средине у Костарики. План је да плива од обале језера до тачке удаљене 6 км од обале и назад.
За потребе документарца „Надљуди Стена Лија” препливао је реку Колорадо у јуну 2011.

## Велики речни човек
О Мартину је снимљен документарац под називом Велики речни човек који је режирао Џон Марингуин. Филм је освојио награду за најбољи филм 2009. године на Санденс филмском фестивалу, а такође је добио похвале за одличну мешавину комедије и драме. Филм прати Мартинову авантуру пливања кроз реку Амазон.

## Стрелове пливачке авантуре
Са својим сином Борутом је 2010. основао фирму која пружа услуге путовања уз авантуристичко пливање. У понуди се налазе следеће дестинације:
- језеро Пауел у Аризони
- Бледско језеро, Бохињско језеро, и река Соча у Словенији
- пливање између далматинских острва
- истраживање увала и пећина црногорске обале
- крстарење средоземном обалом Турске.

Мартин путује повремено са клијентима.

## Светски центар за напредне студије
Мартин Стрел се 2013 прикључио факултету Светског центра за напредне студије, у новоотвореном центру за студије авантуре.